# Willem Hendrik de Vriese
Willem Hendrik de Vriese (Oosterhout, Brabante Septentrional, 11 de agosto de 1806 - Leiden, 23 de enero de 1862) fue un médico, botánico , pteridólogo y explorador neerlandés.

## Biografía
Inicialmente estudia en una "Escuela de Latín" en Leiden. En 1825 empieza sus estudios de medicina en la Universidad de Leiden. En esos tiempos, colateralmente los futuros médicos estudiaban mucha botánica.
En 1831 obtiene su Medicinae Doctor. Y ejerce en Róterdam y se inicia en la docencia de botánica en la Escuela de Medicina en esa ciudad. En septiembre de 1834 es nombrado profesor extraordinario en botánica en el . En 1841 asciende a profesor titular.
El 27 de septiembre de 1845 se instala en su Cátedra de botánica en la Universidad de Leiden, y director del Hortus Botanicus Leiden contando con el apoyo de su colega Caspar G.C. Reinwardt. En 1853 es designado Heinrich Witte primer jardinero. Y a su vez Witte había sido primer jardinero de la Facultad de Medicina, mientras de Vriese estaba en Róterdam. En 1855 Witte es ascendido a hortelano.
De Vriese estaba particularmente interesado en flora tropical especialmente de las Colonias de los Países Bajos. Encargado por el empresario y banquero Adriaan van der Hoop, escribe en 1839 la primera parte de Hortus Spaarn-Bergensis, un catálogo científico de especies exóticas. Y completa un manuscrito de su colega Reinwardt (1773-1854) que no había podido concluir. Ese trabajo lo publica de Vriese con el título Plantae Reinwardtianae. También finalizó y publicó las obras de Franz W. Junghuhn.
De Vriese publicó monografías del género Rafflesia y de la familia botánica Marattiaceae (junto con Pieter Harting). También escribió artículos sobre:
- Cinchona (De Kinaboom uit Zuid-Amerika overgebragt naar Java, onder de regeering van Koning Willem III uit 1855: La quina de América del Sur trasladada a Java bajo el mandato del rey Guillermo III, desde 1855 )
- Vanilla (De Vanielje van Oost-Indië, een nieuw product voor den handel uit 1856: La vainilla del oriente de India, un nuevo producto desde 1856)
- Alcanfor (Memoire sur le camphrier de Sumatra et de Borneouit 1856: Memoria sobre el alcanfor de Suamtra y de Borneo, desde 1856).

En 1847 y en 1851 publica bajo título francés Descriptions et figures des plante nouvelles et rares du jardin botanique de l’université de Leide et des principaux jardins du royaume des Pays-Bas. También trabajó para publicar en 1851 la Pharmacopoea neerlandica, un texto de medicamentos y plantas medicinales.
En 1857, participa en la constitución de un Jardín botánico en tierras adquiridas por Sebald J. Brugmans donde luego también se instalaría el Observatorio de Leiden.
De Vriese se emabrca el 21 de octubre de 1857 hacia las Indias Orientales Neerlandesas para estudiar las especies zonales tropicales. Permanece un mes en Ceilán, para seguir en junio de 1858 a Batavia (actual Yakarta en Java. Incluso viaja a las Molucas, y a Borneo en Sumatra. El 3 de marzo de 1861 retorna a Holanda, muy debilitado. Y el 23 de enero de 1862 fallece, siendo reemplazado en sus cátedras por Willem F. Reinier Suringar, colega que había conocido en su viaje a las Colonias Neerlandesas.

## Honores
En 1838 De Vriese ingresa a la Academia Real de Artes y Ciencias neerlandesas.

### Epónimos
Género
- (Bromeliaceae) Vriesea Lindl.[1]

Especies
- (Araceae) Pothos vrieseanus Schott[2]

- (Burseraceae) Canarium vrieseanum Engl. ex Koord.[3]

- (Lecythidaceae) Barringtonia vriesei Teijsm. & Binn.[4]

- (Lecythidaceae) Michelia vriesei Kuntze[5]

- (Meliaceae) Dysoxylum vrieseanum C.DC.[6]

- (Myrtaceae) Syzygium vrieseanum (Miq.) Amshoff[7]

- (Sapotaceae) Palaquium vrieseanum Burck[8]

- (Sapotaceae) Sideroxylon vrieseanum Pierre ex Burck[9]

- (Urticaceae) Urticastrum vrieseanum Kuntze[10]

## Algunas publicaciones
- Het Gezag van Kaempfer, Thunberg, en anderen, omtrent den botanischen oorsprong van den Ster-anijs, gehandhaafd tegen Dr. Ph. Fr. v. Siebold en Prof. J. G. Zuccarini, 1836, In: Tijdschrift voor Natuurlijke Geschiedenis. J. van der Hoeven & Willem Hendrik de Vriese

- Die Meinungen von Kämpfer, Thunberg und anderen über die Mutterpflanze des Stern-Anis des Handels, verteidigt gegen Dr. Ph. Fr. von Siebold und Prof. J. G. Zuccarini [...], 1837, In: Archiv für Naturgeschichte

- Hortus Spaarn-Bergensis, 1839 (alleen het eerste deel, deel twee werd geschreven door Merkus Doornik)

- Berigt aangaande een' onlangs uit Java ontvangen' Cycas circinalis, L. gekweekt en thans bloeijende in den kruidtuin der stad Amsterdam, 1842

- Plantae novae et minus cognitae Indiae Batavae Orientalis, 1845

- De palmen van Suriname, beschouwd in betrekking tot derzelver kruidkundige kenmerken, kultuur en nut voor nijverheid en handel, 1848

- Descriptions et figures des plante nouvelles et rares du jardin botanique de l’université de Leide et des principaux jardins du royaume des Pays-Bas, 1847-1851, 2 delen

- De luchtwortels der orchideen uit de tropische landen, 1851

- De kamferboom van Sumatra, (Dryobalanops Camphora Colebr.) : volgens Dr. F. Junghuhn's waarnemingen op de plaats zelve, en door nadere onderzoekingen toegelicht, 1851, C.G.C. Reinwardt, W.H. de Vriese & F.W. Junghuhn

- Monographie des Marattiacées, 1853, De Vriese & Harting

- Memoire sur les Rafflesias Rochussenii et Patma, d'apres les recherches faites aux iles de Java et de Noessa Kambangan, et au jardin de l'universite de Leide, 1853, M.J.J. Rochussen & W.H. de Vriese

- Plantae Junghuhnianae : enumeratio plantarum, quas in insulis Java et Sumatra detexit F. Junghuhn, et quae servantur in Museo Botanico Horti Academici Lugduno-Batavi, 1854, W.H. de Vriese & F.W. Junghuhn

- Illustrations des Rafflesias Ruchussenii et Patma, d'après les recherches faites aux îles de Java et de Noessa Kambangan, 1854, J.E. Teysmann, S. Binnendyk & W.H. de Vriese

- Illustrations d'orchidées des Indes Orientales Néerlandaises, 1854-1855, 3 delen,

- De Kinaboom uit Zuid-Amerika overgebragt naar Java, onder de regeering van Koning Willem III, 1855

- Tuinbouw-flora van Nederland en zijne overzeesche bezittingen; bevattende de geschiedenis en afbeeldingen van nieuwe of merkwaardige planten, bloemen, vruchten, mededeelingen omtrent de kultuur in haren geheelen omvang, in betrekking tot Nederland en zijne overzeesche bezittingen, 1855-1856, 3 delen

- De Vanielje van Oost-Indië, een nieuw product voor den handel, 1856

- Memoire sur le camphrier de Sumatra et de Borneo, 1856

- Plantae Indiae Batavae Orientalis quas Batavorum, 1856-1857

- Annales d'horticulture et de botanique, ou flore des jardins du Royaume des Pays-Bas, et histoire des plantes cultivees et ornementales les plus interessantes des possessions Neerlandaises aux Indes orientales, en Amerique et du Japon, 1858-1862, P.F von Siebold & W.H. de Vriese

- Aantekeningen betreffende Getah-pertja-boomen (Sapoteen), en Getah-pertja van Zuid-Oostelijk Borneo, naar aanleiding van ontdekkingen van James Motley, 1859, W.H. de Vriese & J. Motley

- Rapport betrekkelijk de ziekte in het padiegewas in de residentie Pekalongan, 1860

- Minjak tangkawang, en andere voortbrengselen van het plantenrijk van Borneo's wester-afdeeling, welke aanbeveling verdienen voor den Nederlandschen handel, 1861